# Fredy Miler
Fredy Miler est un ancien mineur slovène ayant subi une reconversion tardive dans la musique après la fermeture de son usine. Il est originaire de la région de Koroška.
Depuis les bars de Koroška où il a commencé à faire de la musique aux plateaux télévisés de TV3 Slovénie, la vie de Fredy Miler a connu un changement radical en très peu de temps. Cette réussite dans le milieu de la musique est due à l'énorme succès en Slovénie de la chanson Vedno si sanjala njega (traduisible par Tu l'as toujours rêvée), ainsi que de l'album du même nom.
Il doit aussi son énorme popularité au fait qu'il est considéré par la population comme un des rares slovène à avoir réussi à dépasser sa condition sociale pour faire de sa vie autre chose, ce qui n'est pas aisée, vu que le milieu du show-business national est aux mains d'un petit groupe très fermé.
Fredy Miler se revendique chanteur populaire est explique à plusieurs reprises qu'il ne fait que chanter la vie de tous les jours et banale des slovènes de sa région. Son inspiration lui vient, explique-t-il aussi, des chants traditionnels de son pays, ainsi que du chant des oiseaux.

## Albums Importants
- Vedno si sanjala njega, 2004